# Collin van Eijk
Collin van Eijk (Heerlen, 29 augustus 1991) is een voormalig Nederlands voetbaldoelman die vanaf 2010 onder contract stond bij Roda JC Kerkrade.
Van Eijk maakte zijn debuut op 10 april 2011 tegen FC Twente waarin hij moest invallen voor de van het veld gestuurde Mateusz Prus. In het seizoen 2011-2012 stond Van Eijk onder contract van MVV Maastricht.

## Bron
- Profiel op Eredivisie.nl